# Weerawila International Airport
Weerawila International Airport är en flygplats i Sri Lanka. Den ligger i den södra delen av landet, 170 km öster om huvudstaden Colombo. Weerawila International Airport ligger 44 meter över havet. Den ligger i sjön Weerawila Wewa.
Terrängen runt Weerawila International Airport är platt. Runt Weerawila International Airport är det ganska tätbefolkat, med 90 invånare per kvadratkilometer. Närmaste större samhälle är Hambantota, 19,4 km sydväst om Weerawila International Airport. Omgivningarna runt Weerawila International Airport är en mosaik av jordbruksmark och naturlig växtlighet.